# 行木俊
行木 俊（なみき しゅん、2001年1月8日 - ）は、千葉県山武市出身の元プロ野球選手（投手）。右投右打。

## 経歴

### プロ入り前
山武市立大平小学校1年生の時に兄の影響から松尾町少年野球クラブで野球を始めた。小学校高学年の時は主に捕手。山武市立松尾中学校時代は九十九シニアに所属し、二塁や遊撃など内野を守った。
横芝敬愛高等学校時代は、遊びで投げていたところ、チーム内で一番球が速かったことから周囲に勧められ、2年時に投手と三塁を兼任。3年時に本格的に投手に取り組むようになる。しかし、その3年時に右肩の故障に苦しみ、右腕が肩の高さ以上上がらないほどの状態で、夏の県大会での登板に間に合うかも危うい状況だった。結局同大会には4番エースで出場するも球速は最速130km台しか出ず、1回戦で敗退を喫した。
卒業後は高校の先輩でNPBに進んだ伊藤翔や鎌田光津希と同じルートを目指し、独立リーグ・四国アイランドリーグplusの徳島インディゴソックスに入団した。

### 四国・徳島時代
2019年の入団初年度は右肩の故障が癒えず、公式戦登板なしに終わる。2020年の2年目途中から投球できるようになるまで無給の練習生契約であり、多い時には4つもアルバイトを掛け持ちして生活していた。2年目となる2020年はリーグ戦中盤以降に投球内容が改善し、先発した9月26日の対香川オリーブガイナーズ戦で7回を無失点に抑え、アイランドリーグでの初勝利を挙げる。高校時代最速138km/hだった球速も150km/h台を出すまで向上し、最終的に10試合に登板した。
独立リーグでのプレーは2年と決めていた中で、広島東洋カープと千葉ロッテマリーンズの2球団から調査書が届き、2020年10月26日に行われたNPBドラフト会議では、広島から5位指名を受けた。同年のドラフト会議で指名された独立リーグ所属選手の中では最も早い指名順位であった。徳島からは、戸田懐生も読売ジャイアンツから育成ドラフト7位指名を受けた。11月21日に、契約金2000万円・年俸550万円（金額はいずれも推定）で仮契約した。

### 広島時代
広島1年目の2021年は強化指定選手として体力強化に特化。春季キャンプを怪我なく終えた。体づくりに専念する予定も、4月中にウエスタン・リーグ公式戦の実戦登板を経験した。しかし、入団前と同じ右肩を故障し、その影響で公式戦登板はその1試合にとどまり、10月14日、1年目にして球団より翌年の契約を結ばない旨を通達された。同時に育成選手契約の提示も受けた。12月9日に育成選手として再契約したことが発表され、背番号は120に変更された。
2022年も右肩痛が癒えていなかったが、公式戦登板なしでは立場が危うくなるとの危機感から、右肩を庇いながらウエスタン・リーグ公式戦への登板を重ねた。公式戦18試合に登板し、25回2/3を投げ、0勝3敗1セーブ、防御率3.51の成績を残したが、ワンバウンドを連発したり、直球すら制球が定まらないこともあるなど、のちに「イップスみたいになっていました」と語っている。シーズン終了後はみやざきフェニックス・リーグに参加した。
2023年6月、チームメイトの益田武尚に紹介された北九州市の病院で治療を受けると右肩痛が痛みがなくなり、この年はウエスタン・リーグ公式戦19試合に登板。21回2/3を投げ、2勝1敗、防御率3.32の成績を残した。行木本人いわく「感覚も良く球速も上がってきた」が、10月5日、球団から翌年の契約を結ばない旨を通達された。
現役続行を希望し、11月15日に鎌ケ谷スタジアムで開催の12球団合同トライアウトに参加。シート打撃で田中俊太、伊藤康祐、釣寿生と対戦し、被安打1、奪三振1の内容で、直球の最速は146km/hを計測した。複数の社会人やクラブチームからオファーは届いたが、NPB復帰を目指すために断りを入れた。その後、自費で単身で台湾に渡り、同月29日に台湾プロ野球・台鋼ホークスの新入団選手トライアウトに参加したが、結果は不合格だった。

### KAL・北九州時代
2024年1月31日、九州アジアリーグの北九州下関フェニックスとの間で入団に合意したと発表された。広島時代のチームメイトである益田を経由して、北九州から興味を持たれていることを知り、現役引退も考えていたことから一度は保留したものの、周囲からの勧めで入団を決意した。2024年シーズンは31試合に登板して4勝1敗3セーブ13ホールド、防御率3.64の成績で、17ホールドポイントを記録してリーグの最優秀中継ぎ投手のタイトルを獲得するとともに中継ぎ投手部門のベストナインに選出された。

## 選手としての特徴
手足が長いことを特徴と自認しており、腕が長くて振りがよいと評されている。自信のある球種は直球とスライダー。直球は徳島時代に最速153km/hを計測している。
目標とする選手は同じ広島の森下暢仁。新入団選手披露会の際には、同じドラフトで巨人に指名された戸田懐生と試合で対戦したいと述べている。

## 詳細情報

### NPB年度別投手成績
- 一軍公式戦出場なし

### 独立リーグでの投手成績
出典は「一球速報.com」の個人投手成績。
| 年 度    | 球 団      | 登 板 | 先 発 | 完 投 | 完 封 | 無 四 球 | 勝 利 | 敗 戦 | セ 丨 ブ | ホ 丨 ル ド | 勝 率 | 打 者 | 投 球 回 | 被 安 打 | 被 本 塁 打 | 与 四 球 | 敬 遠 | 与 死 球 | 奪 三 振 | 暴 投 | ボ 丨 ク | 失 点 | 自 責 点 | 防 御 率 | W H I P |
| -------- | ---------- | ----- | ----- | ----- | ----- | -------- | ----- | ----- | -------- | ----------- | ----- | ----- | -------- | -------- | ----------- | -------- | ----- | -------- | -------- | ----- | -------- | ----- | -------- | -------- | ------- |
| 2020     | 徳島       | 10    | 8     | 0     | 0     | 0        | 3     | 2     | 0        | 0           | .600  | 167   | 42.1     | 31       | 0           | 7        | -     | 3        | 22       | 0     | 0        | 13    | 6        | 1.28     | 0.90    |
| 2024     | 北九州下関 | 31    | 0     | 0     | 0     | 0        | 4     | 1     | 3        | 13          | .800  | 134   | 29.2     | 39       | 1           | 7        | -     | 2        | 26       | 2     | 0        | 13    | 12       | 3.64     | 1.55    |
| IL：1年  | IL：1年    | 10    | 8     | 0     | 0     | 0        | 3     | 2     | 0        | 0           | .600  | 167   | 42.1     | 31       | 0           | 7        | -     | 3        | 22       | 0     | 0        | 13    | 6        | 1.28     | 0.90    |
| KAL：1年 | KAL：1年   | 31    | 0     | 0     | 0     | 0        | 4     | 1     | 3        | 13          | .800  | 134   | 29.2     | 39       | 1           | 7        | -     | 2        | 26       | 2     | 0        | 13    | 12       | 3.64     | 1.55    |

- 2024年シーズン終了時。

### 背番号
- 14（2019年 - 2020年）
- 68（2021年）
- 120（2022年 - 2023年）
- 15 （2024年 - ）